# Naturschutzgebiet Krumbach
Das Naturschutzgebiet Krumbach erstreckt sich nordöstlich von Kleineichen in der Stadt Rösrath im Rheinisch-Bergischen Kreis.

## Beschreibung
Das Naturschutzgebiet umfasst den Krumbach und einen weiteren Quellbach. Der Bachlauf ist von einem Erlen- und Birkenwald gesäumt. Es handelt sich um sandige, nährstoffärmere Böden in der Bergischen Heideterrasse. Die umgebenden Standorte sind überwiegend mit Nadelhölzern bestockt. Die Quellbereiche sind durch einen alten Bahndamm vom Bachlauf getrennt. Die sehr nasse hochstaudenreiche Wiese ist eingebettet in einen sumpfigen Erlenwald.

## Schutzzwecke
Die Schutzausweisung erfolgt zur Erhaltung und Entwicklung eines naturnahen, erlengesäumten Baches und begleitenden Quellbereichen sowie Grau-Erlen-Birkenbrüchen. Im Einzelnen handelt es sich um folgende Schutzzwecke:
- Erhaltung und Entwicklung des ausgedehnten, landschaftlich besonders schönen und vielgestaltigen Bachtalsystems mit besonderer Eignung für die Erholung in der Natur,
- Erhaltung und Sicherung der geschützten Biotope: Fließgewässer, Auwälder, Quellbereiche, Nass- und Feuchtgrünland,
- Sicherung der Funktion als Biotopverbundfläche von besonderer, teils herausragender Bedeutung,
- Erhaltung und Entwicklung des ausgedehnten, überwiegend durchgängigen Bachtales und seiner Seitentäler und -siefen als besonders wertvolles Fließgewässerökosystem.[1]